# 戸田禎佑
戸田 禎佑（とだ ていすけ、1934年9月 - 2024年5月19日）は、日本の東洋美術史家、東京大学名誉教授。

## 来歴
千葉県出身。1953年東京都立両国高等学校卒、1957年東京大学文学部美術史卒、日本テレビ入社、同年退社。1959年大学院入学、1962年修士課程修了、博士課程中退、東京国立文化財研究所所員。
1971年東京大学東洋文化研究所専任講師、1972年助教授、1980-82年文献センター助教授併任、京都大学人文科学研究所助教授併任、早稲田大学、慶應義塾大学、上智大学、明治大学、名古屋大学、東北大学、神戸大学、岡山大学、九州大学、東京芸術大学、お茶の水女子大学、千葉大学非常勤講師併任。1982年東京国立文化財研究所教授、1988年文献センター教授併任、1992年文学部美術史学科教授、1995年定年退官。
同性愛者であることをカムアウトし、退官後は一切の公職から身を引いた。家族は猫たちであるという。
2024年5月19日死去。89歳没。

## 著書
- 『日本美術の見方 中国との比較による』（角川書店、1997年）
- 『日本屏風絵集成　第4巻 人物画　漢画系人物』（講談社、1982年）。責任編集
- 『花鳥画の世界10　中国の花鳥画と日本』（学研、1983年）。各・大部の美術書の解説
- 『日本美術全集11　禅宗寺院と庭園』、『12　水墨画と中世絵巻』（講談社、1992-1993年）

- 編著『中国絵画総合図録』（東京大学出版会 全5巻、1982-1983年）- 研究の集大成の大著で、前任の鈴木敬と編者代表
- 編著『中国絵画総合図録 続編』（東京大学出版会 全4巻、1998-2001年）- 後任の小川裕充と編者代表[2]。なお正式な各・表記は「中國繪畫總合圖録」